# Yapola
Der Fluss  Yapola (auch Wanla) ist ein linker Nebenfluss des Indus in Indien.
Der Yapola durchfließt den nördlichen Teil der Zanskar-Kette in Ladakh. Er fließt dabei in überwiegend nordwestlicher Richtung und passiert die Ortschaft Wanla. 4 Kilometer östlich von Lamayuru wendet sich der Yapola nach Norden und mündet nach weiteren 7,5 km in den Indus. Der Yapola hat eine Länge von 55 km. Sein Einzugsgebiet umfasst etwa 1100 km².